# Sara Slott Petersen
Sara Slott-Bruun Petersen (* 9. April 1987 in Nykøbing Falster) ist eine dänische Leichtathletin, die sich auf den 400-Meter-Hürdenlauf spezialisiert hat. Sie wurde 2016 als erste Dänin Europameisterin in der Leichtathletik und gewann im selben Jahr eine Silbermedaille bei den Olympischen Sommerspielen.

## Sportliche Laufbahn
Sie begann im Alter von 13 Jahren mit der Leichtathletik und vertrat ihr Land bereits drei Jahre später bei den Jugendweltmeisterschaften 2003 im kanadischen Sherbrooke, bei denen sie in 59,42 s den vierten Platz belegte. Anschließend siegte sie beim Europäischen Olympischen Jugendfestival (EYOF) in Paris mit 60,18 s. Im Jahr darauf trat sie bei den Juniorenweltmeisterschaften in Grosseto an und schied dort mit 60,60 s in der Vorrunde ausschied. 2005 wurde sie bei den Junioreneuropameisterschaften in Kaunas in 58,85 s Vierte und im darauffolgenden Jahr schied sie bei den Juniorenweltmeisterschaften in Peking mit 57,65 s im Halbfinale aus, stellte damit aber einen neuen dänischen Juniorenrekord auf. 2007 klassierte sie sich bei den U23-Europameisterschaften in Debrecen mit 57,52 s auf dem sechsten Platz und startete sie im 400-Meter-Lauf bei den Halleneuropameisterschaften in Turin und schied dort mit 54,63 s im Halbfinale aus. Anfang Juli gewann sie bei der Sommer-Universiade in Belgrad in 56,40 s die Bronzemedaille über 400 m Hürden hinter der Bulgarin Wanja Stambolowa und Jonna Tilgner aus Deutschland. Kurz darauf belegte sie bei den U23-Europameisterschaften in Kaunas in 56,77 s den sechsten Platz und startete dann im August bei den Weltmeisterschaften in Berlin, bei denen sie mit 56,99 s im Halbfinale ausschied. 2010 kam sie bei den Europameisterschaften in Barcelona mit 57,28 s nicht über die erste Runde hinaus und im Jahr darauf gelangte sie bei den Studentenweltspielen in Shenzhen mit 56,54 s auf den vierten Platz, ehe sie bei den Weltmeisterschaften in Daegu mit 56,49 s erneut im Halbfinale aus. 2012 schied sie bei den Europameisterschaften in Helsinki mit 56,07 s im Semifinale aus und nahm anschließend erstmals an den Olympischen Sommerspielen in London teil und erreichte dort das Halbfinale, in dem sie mit 56,21 s ausschied.
2013 bekam sie ihr erstes Kind und bestritt die gesamte Saison hinweg keine Wettkämpfe. Im Jahr darauf startete sie dann erneut bei den Europameisterschaften in Zürich, wurde dort aber bereits in der Vorrunde wegen eines Fehlstarts disqualifiziert. 2015 schied sie bei den Halleneuropameisterschaften in Prag mit 53,82 s im Halbfinale über 400 m aus und wurde Anfang Juli beim Meeting de Paris mit neuem Landesrekord von 53,99 s Zweite über die Hürden und auch beim Bauhaus-Galan in Stockholm wurde sie mit 54,42 s Zweite. Daraufhin gelangte sie bei den Weltmeisterschaften in Peking das Finale, in dem sie sich mit 54,20 s auf dem vierten Platz klassierte. Kurz darauf wurde sie bei Weltklasse Zürich in 54,57 s Zweite. Im Jahr darauf krönte sich Sara Petersen bei den Europameisterschaften in Kopenhagen, angemerkt der Abwesenheit von Weltmeisterin Zuzana Hejnová und Titelverteidigerin Eilidh Child, in 55,12 s zur ersten dänischen Europameisterin in der Leichtathletik. Kurz darauf wurde sie beim Herculis in Monaco in 54,81 s Dritte und nahm daraufhin erneut an den Olympischen Sommerspielen in Rio de Janeiro teil und gewann dort mit neuem Landesrekord von 53,55 s im Finale die Silbermedaille hinter der US-Amerikanerin Dalilah Muhammad.
2017 schied sie bei den Halleneuropameisterschaften in Belgrad mit 52,86 s ein weiteres Mal im Halbfinale über 400 m aus und auch bei den Weltmeisterschaften in London im August schied sie mit 55,45 s im Semifinale aus. Im Jahr darauf schied sie bei den Europameisterschaften in Berlin mit 56,91 s im Halbfinale aus und 2019 erreichte sie bei den Europaspielen in Minsk nach 3:24,72 min Rang 19 in der Mixed-Staffel über 4-mal 400 Meter. Anfang Oktober trat sie bei den Weltmeisterschaften in Doha an, wurde dort aber wegen nicht erlaubten Überqueren der Hürden im Vorlauf disqualifiziert. 2021 nahm sie zum dritten Mal den Olympischen Sommerspielen in Tokio teil und erreichte dort das Halbfinale, in dem aber erneut disqualifiziert wurde. Während der Eröffnungsfeier war sie gemeinsam mit dem Segler Jonas Warrer die Fahnenträgerin ihrer Nation.
In den Jahren 2002, von 2004 bis 2009, 2011 und 2012, 2014 und 2015 sowie 2019 wurde Slott Petersen dänische Meisterin im 400-Meter-Hürdenlauf. 2007 und 2009 siegte sie zudem im 100-Meter-Lauf und 2009, 2012 sowie 2016 und 2017 auch über 200 m. 2008, 2009 und 2020 wurde sie Landesmeisterin im 400-Meter-Lauf. In den Jahren 2007, 2009, 2012 und 2013 sowie 2017 wurde sie Hallenmeisterin im 200-Meter-Lauf und 2009, 2012, von 2016 bis 2019 und 2021 wurde sie Hallenmeisterin über 400 m. 2006 siegte sie im 60-Meter-Hürdenlauf und 2010, 2016 und 2019 in der 4-mal-200-Meter-Staffel. Sie studierte Mathematik in Aarhus und arbeitete nebenbei an einer Volksschule. 2008 begann sie ein Studium über Ernährung und Gesundheit.

## Persönliche Bestleistungen
- 100 Meter: 12,07 s (−1,3 m/s), 5. August 2007 in Odense
  - 60 Meter (Halle): 7,62 s, 29. Dezember 2014 in Aarhus
- 200 Meter: 23,59 s (+1,2 m/s), 28. August 2016 in Aarhus
  - 200 Meter (Halle): 23,87 s, 27. Februar 2016 in Skive
- 400 Meter: 53,39 s, 15. August 2020 in Kopenhagen
  - 400 Meter (Halle): 52,59 s, 13. Februar 2016 in Växjö (dänischer Rekord)
- 100 m Hürden: 14,25 s (+0,1 m/s), 3. September 2005 in Skive
  - 60 m Hürden (Halle): 8,58 s, 18. Februar 2007 in Malmö
- 400 m Hürden: 53,55 s, 18. August 2016 in Rio de Janeiro (dänischer Rekord)

## Auszeichnungen
- Goldener Puma (2008)